# 삼성 애니콜
삼성 애니콜(영어: SAMSUNG Anycall)은 삼성전자의 휴대 전화 이름이다.
삼성전자는 1989년 3월부터 1994년 9월까지 산악 지형이 많은 대한민국 지형 특성상 난통화지역이 많았던 당시의 문제점을 보완하는 제품들을 개발하여 경쟁력을 갖추는데 주력하였고 1994년 10월부터 이에 부합하는 애니콜이라는 브랜드를 사용하게 되었다. 애니콜의 의미는 '언제 어디서나 통화가 잘 된다'는 뜻으로, 당시 대한민국 휴대전화 선두 업체인 모토로라를 겨냥하여 만든 브랜드이며, 삼성전자 무선사업부장 이기태 사장의 리더십에 의해 고도의 급성장을 거듭하여 GSM / GPRS / CDMA / TDMA / 3GSM / WCDMA 등의 전 제품에 걸쳐 전 세계에 수출되었다.
애니콜의 소프트웨어 플랫폼으로는 BREW를 포함하는 퀄컴 솔루션(Qualcomm solution), WIPI, Symbian/Series60, 마이크로소프트 윈도 CE, LIMO 밖에도 자체 솔루션을 채택하고 있다.
각종 신기록, 세계최초 출시 기록등이 있는데, 대표적으로 SCH-V890/SCH-V8900(스킨폰) 이 있다. 스킨폰은 당시 세계에서 가장 얇은 13.8mm 라는 슬림형 디자인으로 휴대전화 보조금이 지급된 시점에서 출시하여 약 45일여만에 16만대를 판매하여 애니콜 최고 히트기록인 "최단기간 최다판매"라는 신기록을 세웠다.
이 후 2000년대 후반까지 애니콜 브랜드의 히트로 삼성전자는 세계 전자시장에서 높은 점유율을 기록하게 되었다. 2000년에는 세계 최초의 카메라폰을, 2002년에는 세계 최초의 컬러 TFT- LCD폰을 출시했고 2003년에는 세계 최초 안테나 폰을 출시했다. 2004년부터는 가로본능, 메트리스폰 등 디자인적인 부분에서 획일보한 제품을 내놓기 시작했고 2008년부터는 터치폰을 출시했다. 애니콜은 2003년 7월부터 더 이상 흑백폰을 시판하지 않는다.
애니콜이 콜걸(성 노동자의 일종)을 연상시킨다는 지적이 있어, 대부분의 국가에서는 삼성모바일(Samsung Mobile) 브랜드를 사용했다. 한국과 중화권에서만 애니콜 브랜드가 사용되었으며, 중화권에서는 Anycall 'A'의 가로획이 점으로 된 옛 로고를 사용했었다. 2011년 2월 12일부터는 스마트폰의 브랜드를 삼성 갤럭시로 바꿨다. 단, 피처폰은 기존 애니콜 브랜드를 유지한다.
피쳐폰 시장이 몰락한 2010년대 중반 이후에는 삼성전자에서 피쳐폰을 주력상품에서 제외시키면서 애니콜 브랜드는 사실상 더 이상 사용되지 않는다. 다만 갤럭시도 노트 시리즈가 10번째인 노트20을 마지막으로 역사속으로 사라지며 대신 S 시리즈가 울트라로 노트를 대신하는 중이다.

## 애니콜 슬로건의 역사
- 한국지형에 강하다 - 애니콜 (1994년 10월 ~ 1997년 9월)
- 작은 소리에 강하다 - 애니콜/애니콜PCS (1997년 10월 ~ 1998년 1월)
- 언제 어디서나 한국인은 애니콜 (1998년 2월 ~ 1999년 6월)
- 내 손안의 더 큰 세상 (1999년 7월 ~ 2000년 2월)
- 내 손안의 디지털 세상 (2000년 3월 ~ 2001년 2월)
- Digital Exciting (2001년 3월 ~ 2007년 9월 16일)
- TALK PLAY LOVE (2007년 9월 17일 ~ 2011년 2월 11일)
- HOW TO LIVE SMART (2011년 2월 12일 ~ 2012년)
- EFFECTS TO EVERYONE (2012년 7월 2일 ~ 2014년 8월 1일)

## 애니콜 제품 구분 방법
애니콜의 제품명의 구조는 다음과 같은 구조를 가지고 있다.
- SCH-X000 또는 SCH-X005 (SK텔레콤 전용)
- SPH-X0000 또는 SPH-X0010 또는 SPH-X0005 (KT 전용)
- SPH-X0050 또는 SPH-X0009 또는 SPH-X0019 또는 SPH-X0055 (LG유플러스 전용)

SCH와 SPH는 통신방식을 구분할 때 사용한다.
(SCH는 Samsung Cellular Handset, SPH는 Samsung PCS Handset의 줄임말)
X에 들어간 알파벳에 따라 기종이 구분된다.
- X 계열 애니콜 단말: CDMA2000 1x (X7X0 이전 고가형, X8X0 X9X00 저가형 단종)
- E 계열 애니콜 단말: CDMA2000 1x EV-DO rev.0 (중가형, 단종)
- G 계열 애니콜 단말: CDMA2000 1x EV-DO rev.0 + 3D 게임(GXG,GPANG) 지원 (고가형, 후에 V시리즈에 통합), 단종
- V 계열 애니콜 단말: CDMA2000 1x EV-DO rev.0 + VOD지원 (고가형, 대부분 모델이 단종되었으나 V840 계열, V910 계열 등 극소수 일부 모델들은 판매중)
- S 계열 애니콜 단말: CDMA2000 1x (저가형, 단종)
- C 계열 애니콜 단말: CDMA2000 1x EV-DO (고가형, V시리즈 단종으로 탄생됨)
- B 계열 애니콜 단말: CDMA2000 1x EV-DO Rev. 0 + DMB + VOD지원 (고가형 SK텔레콤 전용의 경우 위성DMB 모델과 지상파DMB 모델 혼재. KT와 LG텔레콤 전용은 극소수 초기 모델을 제외하고 모두 지상파DMB 모델임.)
- W 계열 애니콜 단말: 3G WCDMA-HSDPA(SK텔레콤, KT) or CDMA2000 1X EV-DO rev.A LG텔레콤 (영상통화, 고속이동통신 및 해외로밍 지원 (SK텔레콤, KT용 단말기 전체 지원, LG텔레콤용 단말기 일부 지원) (중가, 고가 구분없음, 스펙에 따라 가격대가 다름)
- M 계열 애니콜 단말: CDMA2000 1x EV-DO + DMB or CDMA2000 1x EV-DO rev.A + WIBRO IEEE 802.16e + DMB (일부모델 영상통화(WCDMA망 사용), Wi-Fi 801.11b/g, 고가형, Windows Mobile이나 Palm OS가 내장된 스마트폰을 의미)

2010년 1월부터 출시되는 기종들은 다음 방식을 따른다.
- SHW-X000Y
- SHC-X000Y
- SHV-X000Y
- SHW, SHC, SHV의 차이는 통신 방식의 차이로 각각의 기기에 사용된 통신 방식 명칭의 첫 이니셜을 채용한다. SHW는 Samsung Handset Wideband-CDMA의 약자로 WCDMA휴대전화와 일부 LG유플러스용 CDMA 휴대전화[3]를, SHC는 Samsung Handset CDMA의 약자로 CDMA휴대전화를 일컫는다. SHV는 Samsung Handset eVolution[4]의 약자로 LTE지원 휴대전화를 일컫는다.
- X는 각 제품의 특성(M: 모델명이 SHW으로 시작하는 스마트폰/태블릿, A:모델명이 SHW로 시작하는 피처폰, Z:모델명이 SHC로 시작하는 피처 폰, E: 모델명이 SHV로 시작하는 스마트폰/태블릿)을 나타내며, Y는 각 이동 통신 회사의 첫 이니셜(S: SK텔레콤 K: KT L: LG유플러스)를 나타낸다.

## 비판

### 기능 제거
세계 시장에서와는 달리 대한민국에 출시하는 제품의 스펙 및 기능을 상대적으로 하향 조정하였음에도 불구하고, 가격은 해외 출시 제품과 거의 차이가 없거나 더 비싸다는 비판이 꾸준히 제기되고 있다. 대표적으로 카메라 화소 및 성능, 디스플레이 해상도, 와이파이(Wi-Fi) 및 블루투스 삭제, 외장 메모리 슬롯 삭제 등이 거론되고 있으며, 이러한 논란에 대해서 삼성 측은 "스펙을 하향 조정한 것이 아니라 국내 소비자와 이동 통신사의 요구에 맞춰 변경된 것"이라고 주장하였다.

### 가격 거품
삼성 옴니아2는 대한민국에서의 가격이 유럽이나 미국보다 30%나 비싼 것으로 드러났다. 또한 '코비' 모델은 무려 50%나 비싸 비판을 받았다. DMB가 추가되고 화면 크기가 확대되었지만, 그렇게 큰 가격 차이가 발생하지 않을 것이라는 게 전문가들의 지적이다.
이는 대부분의 최근에 출시된 휴대폰의 발매 가격이 699,600원으로 똑같다는 점을 보면 알 수 있다. 또, 일부 일반 풀터치폰의 경우 출고가가 스마트폰과 거의 대등한 정도 또는 그 이상으로 책정되어 있다. 예를 들면, 1200만 화소 휴대폰인 아몰레드 12M은 여느 휴대폰보다 더 비싼 135만 3000원으로 책정되어 있다. 또한, 빔프로젝터 폰인 햅틱빔이나 아몰레드빔은 T*옴니아 4GB짜리나 T*옴니아 II 8GB짜리와 같은 가격으로 책정이 되어 있다.
전체 휴대폰 시장에서 2위의 높은 점유율을 기록하면서도 스마트폰에서는 점유율이 3%에 머물러 기술력이 부족한 것 아니냐는 비판도 제기되었다.

### KT와의 갈등
애플의 아이폰을 도입한 이후로 KT와 삼성간의 불화가 일기 시작하였다. 아이폰 출시로 인해 스마트폰 부분에서 삼성은 매출과 이미지에 타격을 입었으며, 삼성의 대표적인 스마트폰인 옴니아2의 만족도 조사와, 스마트폰 선호도 조사에서 삼성은 애플에 크게 떨어져 굴욕을 맛보아야 했다. 삼성은 그에 따라 KT에 대한 불편한 심기를 감추지 않았으며, 이후 삼성의 각종 스마트폰 출시에서 KT가 제외되거나, 보조금 지급 대상에서 제외되거나, 업그레이드를 해주지 않거나, 심지어 '쇼옴니아' 명칭조차 사용할 수 없게 하는 등 KT에 대한 삼성의 차별이 시작되었다. KT는 아이폰을 출시함으로 인해 큰 영향력을 행사하는 계기가 되었으나, 대한민국 최대 휴대폰 제조사인 삼성과의 불화로 인해 대한민국의 스마트폰을 원활하게 확보하기가 어렵게 되는 위기에 처하기도 하였다. 이후 SK텔레콤을 통해서 출시된 삼성의 스마트폰 '갤럭시' 시리즈도 몇개월 이상 지나서 KT에서 출시되었으며 삼성의 '바다' 운영 체제를 탑재한 '웨이브'는 KT에서 아예 출시할 계획이 없는 것으로 알려졌다. 이렇게 KT가 삼성에게 차별을 받고 있는 상황을 IT 업계에서는 "KT가 국내 휴대전화 단말기와 통신 서비스업체 사이에 묵시적으로 합의한 스마트폰 무시 전략을 눈치 없이 깨고, 아이폰이라는 금단의 열매를 베어 문 탓에 박해를 받고 있다"고 분석하기도 한다. KT의 이석채 회장은 삼성에 대해 "기업을 하는데 감정을 갖고 있으면 안 된다"고 말하거나, 쇼옴니아 명칭을 사용할 수 없게 하는데 대해 "쇼옴니아는 아버지를 아버지라 부르지 못하는 홍길동 신세"라고 하는 등 삼성에 대해 불편한 심기를 드러내기도 하였다.
한편, 스마트폰 부분에서 아이폰에 굴욕을 맛보았던 삼성은 SK텔레콤과 협력을 더욱 긴밀하게 유지하고 있으며, SK텔레콤은 2010년 2분기에만 10종의 스마트폰을 출시하기로 하는 등 아이폰으로 인해 놓쳤던 주도권을 잡기 위한 반격을 시작하였다.

## 사진

애니콜 SCH-V500
애니콜 SCH-V500 (폴더를 연 모습)